# Eugeniusz Dziewulski
Eugeniusz Dziewulski (ur. 9 stycznia 1888, zm. 4 lutego 1978 w Falenicy) – polski dyrygent, kompozytor i kierownik muzyczny, reżyser i scenograf teatralny  , kierownik muzyczny i pedagog w Instytucie Reduty w latach 1924–1929.

## Życiorys
Eugeniusz Dziewulski był synem Mariana i Alojzy z Urbanowiczów. Jego brat Marian był pracownikiem administracyjnym teatru Reduta . Studiował kompozycję i dyrygenturę w klasie Reinholda Glièra w kijowskim w Konserwatorium Cesarskiego Rosyjskiego Towarzystwa Muzycznego (1913–1918)  . 1 sierpnia 1914 ożenił się z Reginą z Jędrzejewskich. Był ochotnikiem w wojnie polsko-bolszewickiej . 
Eugeniusz Dziewulski współpracował m.in. z Teatrem Polskim w Kijowie (kierownik muzyczny oraz skrzypek; 1914–1919 ), Teatrem Studya, Młodym Teatrem Polskim w Kijowie (1917) , ukraińskimi teatrami Narodna Drama   i Mołodoj Teatr (kierownik muzyczny; 1917–?), teatrem Sołowcowa (balet Chrizis Reinholda Glière'a), Teatrem Miejskim we Lwowie (1929–1931), Teatrem Miejskim w Lublinie (1931–1933), Teatrem Wybrzeże (1946–1948) oraz Teatrem im. Wojciecha Bogusławskiego w Kaliszu (1949–1950). Współpracował z reżyserami takimi jak Edmund Wierciński, Iwo Gall, Zbigniew Koczanowicz, Kazimierz Wilamowski, Stanisława Perzanowska, Teofil Trzciński, Zygmunt Chmielewski oraz Juliusz Osterwa, z którym łączyła go przyjaźń .
W latach 1929–1931  był kierownikiem muzycznym wileńskiej rozgłośni Polskiego Radia  . W okresie międzywojennym dwukrotnie odznaczony Złotym Krzyżem Zasługi. Po 1945 podjął współpracę z Filharmonią Warszawską oraz Państwową Filharmonią w Lublinie . W 1952 sprawował funkcję naczelnika Wydziału Operowego Ministerstwa Kultury i Sztuki . W latach 1954–1957 był dyrektorem Warszawskiego Towarzystwa Muzycznego, jednocześnie od 1955 do 1958 przewodniczył tamtejszej orkiestrze. W 1966 otrzymał wyróżnienie na Konkursie Kompozytorskim im. księcia Rainiera III w Monako za utwór Kolorowe obrazki z 1962 . 
Materiały archiwalne Eugeniusza Dziewulskiego znajdują się w PAN Archiwum w Warszawie pod sygnaturą III-146. 

## Wybrane utwory koncertowe
(opracowano na podstawie materiału źródłowego )
- Kwintet fortepianowy (1917)
- Preludia i fugi na fortepian (1917–1918)
- Symfonia nr 1 (1919)
- Symfonia nr 2 (1919)
- Symfonia nr 3 (1923)
- Uwertura jubileuszowa na orkiestrę (1923)
- Koncert na fortepian i orkiestrę (1928)
- Zielony pajac, suita na orkiestrę (1929)
- Pieśni do słów Kazimiery Iłłakowiczówny, Leopolda Staffa i Zdzisława Dębickiego na głos i fortepian (1929–1931)
- Polonez na orkiestrę (1935)
- Piotr Płaksin, poemat symfoniczny (1938)
- W srebrzystej poświacie księżyca, suita na małą orkiestrę (1951)
- Nad lazurowym wybrzeżem, poemat symfoniczny (1951)
- Noc listopadowa, suita na małą orkiestrę (1951)
- Tryptyk kurpiowski na sopran, chór mieszany i orkiestrę symfoniczną (1954–1958)
- Symfonia nr 4 (1955)
- Obrazki symfoniczne, suita na orkiestrę (1955)
- Uwertura koncertowa na orkiestrę (1955)
- Arkadia, poemat symfoniczny (1955)
- Kolorowe obrazki, suita na orkiestrę (1962)
- Suita na orkiestrę (1962)
- Uwertura uroczysta na orkiestrę (1962)
- Impresje symfoniczne na orkiestrę (1963)
- Miserere na chór mieszany i orkiestrę (1968)